# Чистополье (Озёрский район)
Чистопо́лье (до 1946 года — Йодшинн (нем. Jodszinn)) — посёлок в Красноярском сельском поселении Озёрского городского округа Калининградской области России.

## География
Расположен вблизи города Озёрск. Вблизи посёлка протекает река Анграпа. 

### Улицы
Список улиц посёлка Чистополье:
- Брянская
- Молодёжная
- Новая
- Служебная
- Центральная
- Школьная

## Население
| 1818 | 1910 | 1933 | 1939 | 2002 | 2010 |
| ---- | ---- | ---- | ---- | ---- | ---- |
| 50   | ↗63  | ↗243 | ↗251 | ↗438 | ↘406 |